# Galerie der Künstler

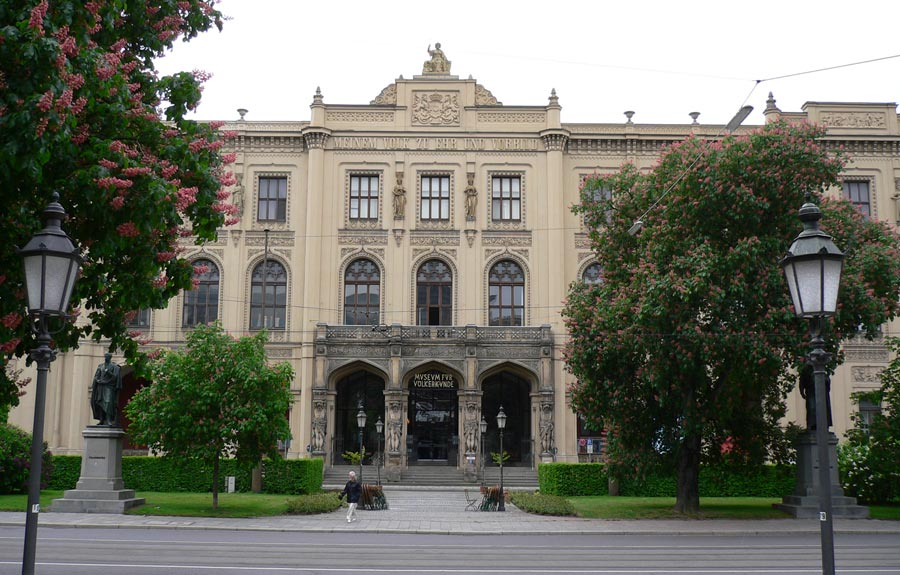
Gebäude des Museums Fünf Kontinente, in dem die Galerie der Künstler untergebracht ist

Die Galerie der Künstler ist  ein Forum für aktuelle Kunst-Positionen in München und Oberbayern und unterhält Kontakte zur internationalen Kunstszene. Sie fördert zeitgenössische Kunst überwiegend junger und (noch) unbekannter Künstler aus München und Oberbayern mit sieben bis acht Ausstellungen jährlich.
Getragen wird die Galerie der Künstler durch den Berufsverband Bildender Künstler München und Oberbayern e. V. (BBK), der die rechtlichen, wirtschaftlichen, sozialen wie kulturpolitischen Interessen regionaler Künstler vertritt. Der Verband ist eine Unterorganisation des Bundesverbands Bildender Künstlerinnen und Künstler.

## Geschichte
Der BBK besteht schon seit Anfang des 20. Jahrhunderts. Nach dem Zweiten Weltkrieg bekam er 1947 die Galerieräume in der Maximilianstraße zur Verfügung gestellt – mitten in der Münchner Innenstadt und im selben Haus, in dem auch das Museum Fünf Kontinente untergebracht ist.
Ihren Namen Galerie der Künstler bekam dieses Forum 1981, als eine junge Künstlergeneration das Ausstellungsprogramm veränderte und der Galerie damit ihr heutiges Profil gab. Die Förderung junger Künstler Münchens und Oberbayerns wurde zur Hauptaufgabe des Ausstellungsprogramms.
Bis heute versteht sich der BBK und dessen Galerie der Künstler als Schnittstelle zwischen Künstlern, Museen, Galerien, Öffentlichkeit und Presse. Ausstellungsreihen wie „Die ersten Jahre der Professionalität“ und „Debutanten“ haben vielen heute bekannten Künstlern den Einstieg ins Berufsleben geebnet.

## Förderer der Galerie
- Bayerisches Staatsministerium für Bildung und Kultus, Wissenschaft und Kunst
- Kulturreferat der Landeshauptstadt München
- LfA Förderbank Bayern
- Projektförderung durch wechselnde Sponsoren